# Brita Hagberg

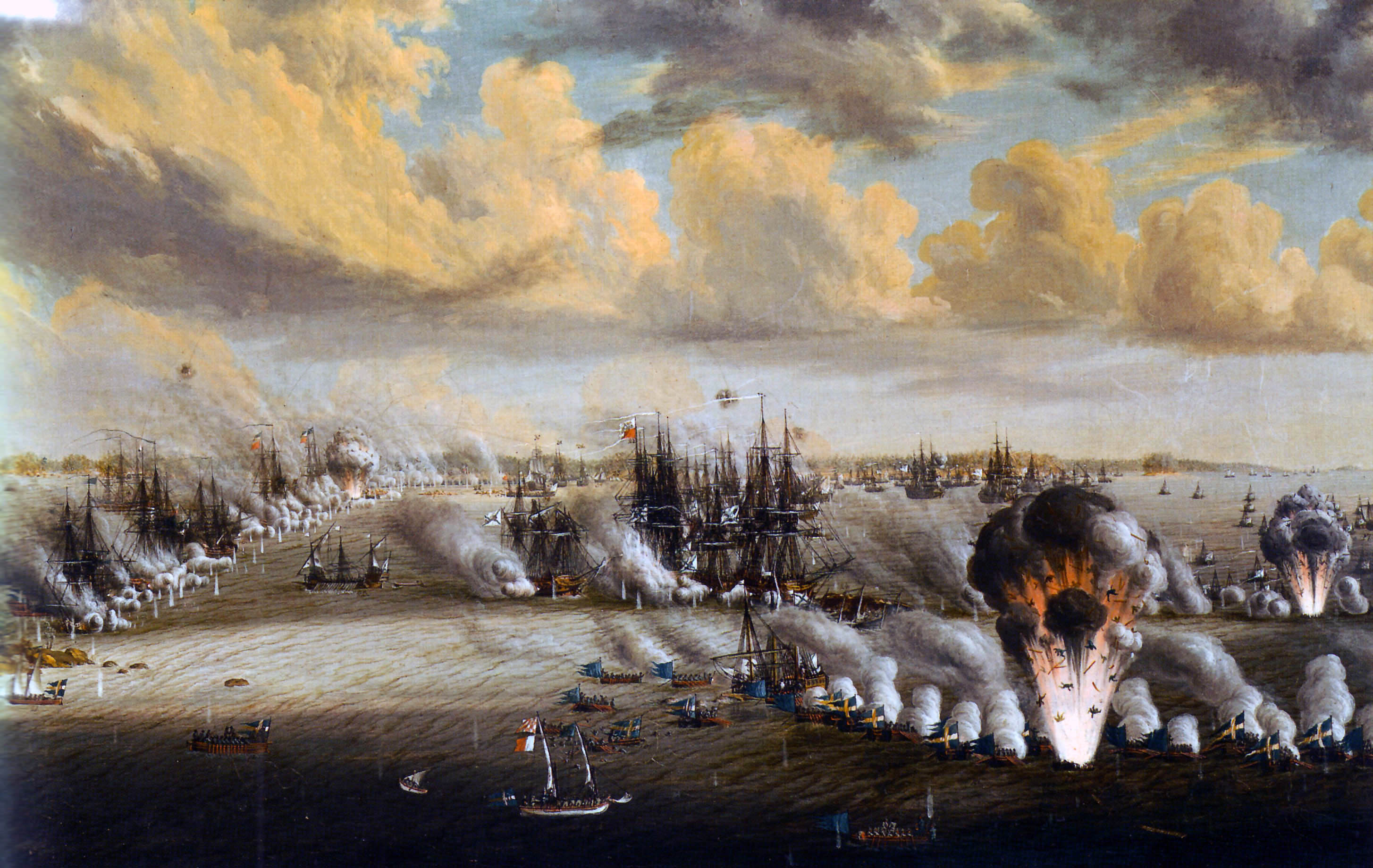
Slaget vid Svensksund

Brita Cristina Nilsdotter Hagberg, född 1756, död 19 mars 1825 i Stockholm, var en kvinna som under namnet Petter Hagberg tjänstgjorde som soldat förklädd till man i den svenska armén under Gustav III:s ryska krig 1788–1790. 
Brita var troligen född i Finnerödja, men återfinns inte i kyrkoboken där. Hon kom till Stockholm 1777 och gifte sig 1785 med gardisten vid Svea livgarde tillika skräddaren Anders Peter Hagberg (1753–1816). Mannen blev utkommenderad i kriget 1788. Brita Hagberg trivdes inte hemma och tog värvning under det falska namnet Petter Hagberg. Hon blev kommenderad på Arméns flottas chefsfartyg HMS Styrbjörn, som fördes av Victor von Stedingk. Hon var med i det Viborgska gatloppet och slaget vid Svensksund. Vid Björkö sund sårades hon i bröstet, och då läkarna mot hennes vilja skulle lägga förband om henne, upptäcktes hennes kön. Gustav III lovade henne en medalj och pengar, men löftet glömdes.
Paret fick två barn som nådde vuxen ålder: en dotter född 1792 och en son född 1797. Brita Hagberg fick 1793 tillstånd att bedriva kringgående gatumångleri med livsmedel och blev månglare. 1802 fick hon ett fast ställe, på hörnet av Oxtorgsgatan och Malmskillnadsgatan, som förnyades för sista gången 1819.
Först flera år efter krigsslutet fick hon medaljen För tapperhet till sjöss och en pension på tre riksdaler om året.
Hon var inte den enda kvinna som tjänstgjort som soldat utklädd till man. Vid samma tid tjänstgjorde Carin du Rietz i kungliga livgardet. Vid samma krig som Brita utmärkte sig åtminstone två andra kvinnor: Anna Maria Engsten, som fick medalj, samt Dorothea Maria Lösch, som tog kommandot över skeppet Armida under slaget vid Svensksund 1790 då flera officerare fallit. Som erkänsla fick hon av Gustav III en kaptensfullmakt vid svenska flottan, något mycket ovanligt för en kvinna under denna tid.    
Hon stod som förebild för Julia Nybergs dikt i Fruktmånglerskan med tapperhetsmedalj i Nyare dikter (1828).